# キミコ・オカノ・ムラカミ
キミコ・オカノ・ムラカミ（Kimiko Okano Murakami, 村上 君子〈旧姓：岡野〉、1904年 - 1997年7月）は日系カナダ人（二世）の開拓者。
北アメリカ大陸で流通する紙幣において、アジア系で初めて肖像に採用された人物。

## 経歴

### 若年期
1904年、父・岡野クマノスケ、母・リヨの長女としてブリティッシュコロンビア州（BC州）リッチモンド市スティーブストンで出生。
親は広島県因島出身で、1896年（明治29年）カナダに移民し最初にスティーブストンに定住し漁業を営んだ。スティーブストンは漁業が盛んな地で、日本人移民がカナダで最初に目指した地であった。キミコはスティーブストンで生まれた初めての日系二世であった。日本国籍は持たず、幼少期にイングランド国教会で洗礼を受けている。後に岡野一家はBC州ソルトスプリング島に移住、漁業を営んだ。
1907年、BC州バンクーバーの日本人街と中国人街が白人至上主義者に襲われ被害を受けるなど、当時はカナダでの人種・移民問題が表面化していた時代だった。
キミコは5歳の頃には操船を覚え、家計のやりくりも任されていた。1911年、妹（三女）カズエが海で溺死。当時ソルトスプリング島では日系人の埋葬が禁じられていたため、バンクーバーで行うことになった。その最中、ソルトスプリング島で一家の所有していたハウスボートとニシン養殖場の一部が不審火で焼失した。そこで日本の親族に頼り父母と妹（次女）サヨコの4人で帰国、因島の田熊村に住んでいた祖母カルと暮らすことになった。キミコは日本国籍を持っていないかったが、田熊村長のはからいで尋常高等小学校1年生への転入が決まった。すると父クマノスケは単身カナダに戻り、母リヨも末子となる四女ミヨコを出産するとクマノスケの後を追ってミヨコと2人でカナダへ戻った。
ここからキミコは因島で祖母と妹サヨコの3人で暮らしていくことになった。両親は排日が激しくなりつつあったカナダに連れて行くことを躊躇してキミコ姉妹を日本に置いていったのだが、姉妹2人としては捨てられたという意識が強く、キミコは深く傷ついた。カナダでは家族間の日常会話は日本語だったため、日本での生活は特に不自由ではなかった。社交的で自立心が強いキミコは、尋常高等小学校では優秀な成績を収め、祖母や妹の面倒を見、他の村民とよい関係を築いたが、両親の元に帰りたいという意識が強く、尋常高等小学校卒業とともにサヨコを連れてカナダに戻った。

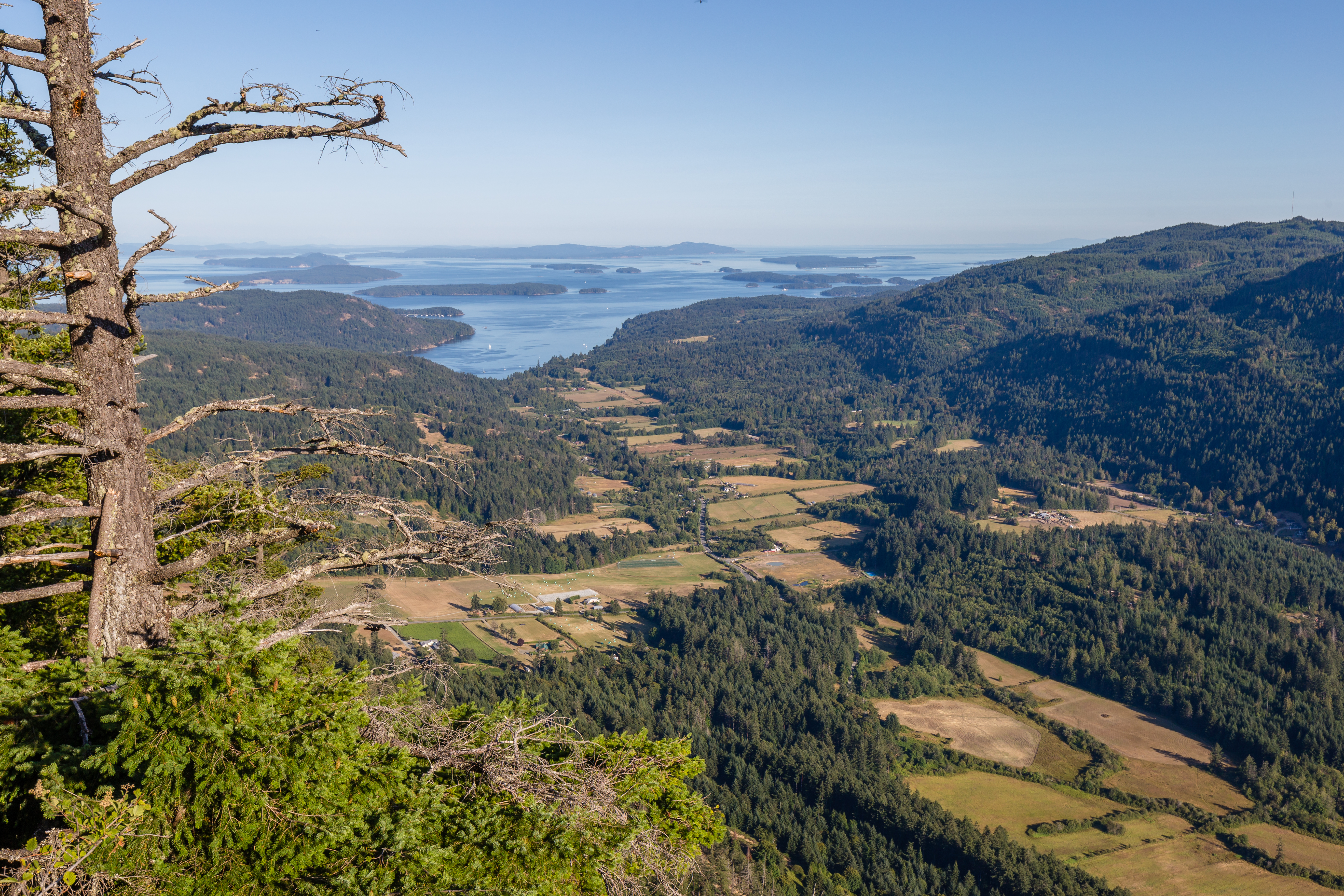
ソルトスプリング島。2018年撮影

1919年家族の元へ戻ったキミコは、弟が生まれていたことを知った。そして英語がわからなくなっており、辞書を片手にコミュニケーションを取る生活が続いた。キミコは家業の漁業や家事・妹弟の世話をした。キミコもサヨコも家族と一緒に暮らす幸せに満たされていた。
その頃、家業は順調で、釣り船を5隻所有し経済的に余裕が出てきた。1919年水産海洋省は白人・英国民・カナダ原住民以外への漁業許可証を制限、それを理由に地元漁協は成功していた日系カナダ人たちから漁業許可証を剥奪し始めた。同年12月、両親はまず釣り船3隻を売却しその金で島内に50エーカーの原野を購入し、開墾を始めた。漁業を続けつつ、伐採した木材を売って農耕地を広げ、さらに養鶏を始めるとそれだけで生計が立てられるようになった。キミコは独自の養鶏用給水システムを開発した。1923年、19歳のキミコは鶏卵や飼料を運ぶためトラックを購入し、自らハンドルを握り、ソルトスプリング島初の女性ドライバーとなった。
そして両親は残りの釣り船2隻を売り、1924年頃には家業は漁業から農業への転換を果たした。家業の農業は順調で、畑で取れた農作物をBC州ビクトリアの卸業者へ出荷、さらに土地を購入して規模を広げていった。

### 結婚と大戦
1925年、21歳のキミコは妹サヨコとともに祖母カルの米寿を祝うため因島に戻り、故郷に錦を飾った。またもう一つの帰国目的として婿探しがあり、仲人から因島重井村の豪農の息子・村上勝頼（カツヨリ・ムラカミ）を紹介された。縁談はまとまり、1926年1月17日重井村で結婚式をあげた。1927年カツヨリはキミコの両親の出資で契約移民としてカナダ入りし、5年働いた後キミコとともに独立した。

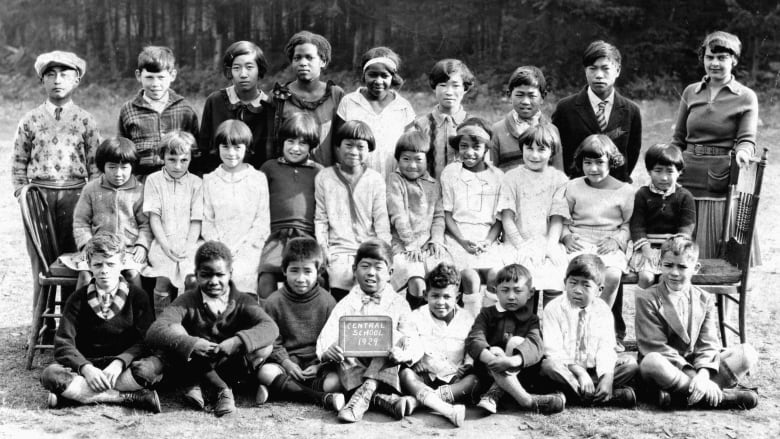
1929年のソルトスプリング島中央小学校。多様なコミュニティがあったことがわかる。

世界恐慌最中の1932年、キミコとカツヨリはソルトスプリング島内に17エーカーの原野を購入した。その後9年かけて開墾し農作物栽培や養鶏を始めて農業経営を軌道に乗せた。できた農作物は非常に高品質で、エンプレス・ホテルにも納入されていた。大恐慌の中で食うものに困っていた隣人に卵や鶏を分け与えていた。1940年頃島の学校を拡張することになった時、キミコ家族は両親とともにその費用を寄付している。1941年には家族や5人の子どもたちの世話あるいは収穫の手伝いをさせるため、バンクーバーからメイドを雇う余裕もでて、その年の秋には借金全額返済の目処が立ち、さらに土地を購入して経営規模を拡大させる計画を立てていた。両親はその数年前に仕事を引退していた。
1941年12月7日にカツヨリが盲腸の手術から退院した翌日の12月8日、太平洋戦争が勃発。同日カナダは日本に宣戦布告。島にいた77人の日系カナダ人に向けた嫌がらせは正当化された。

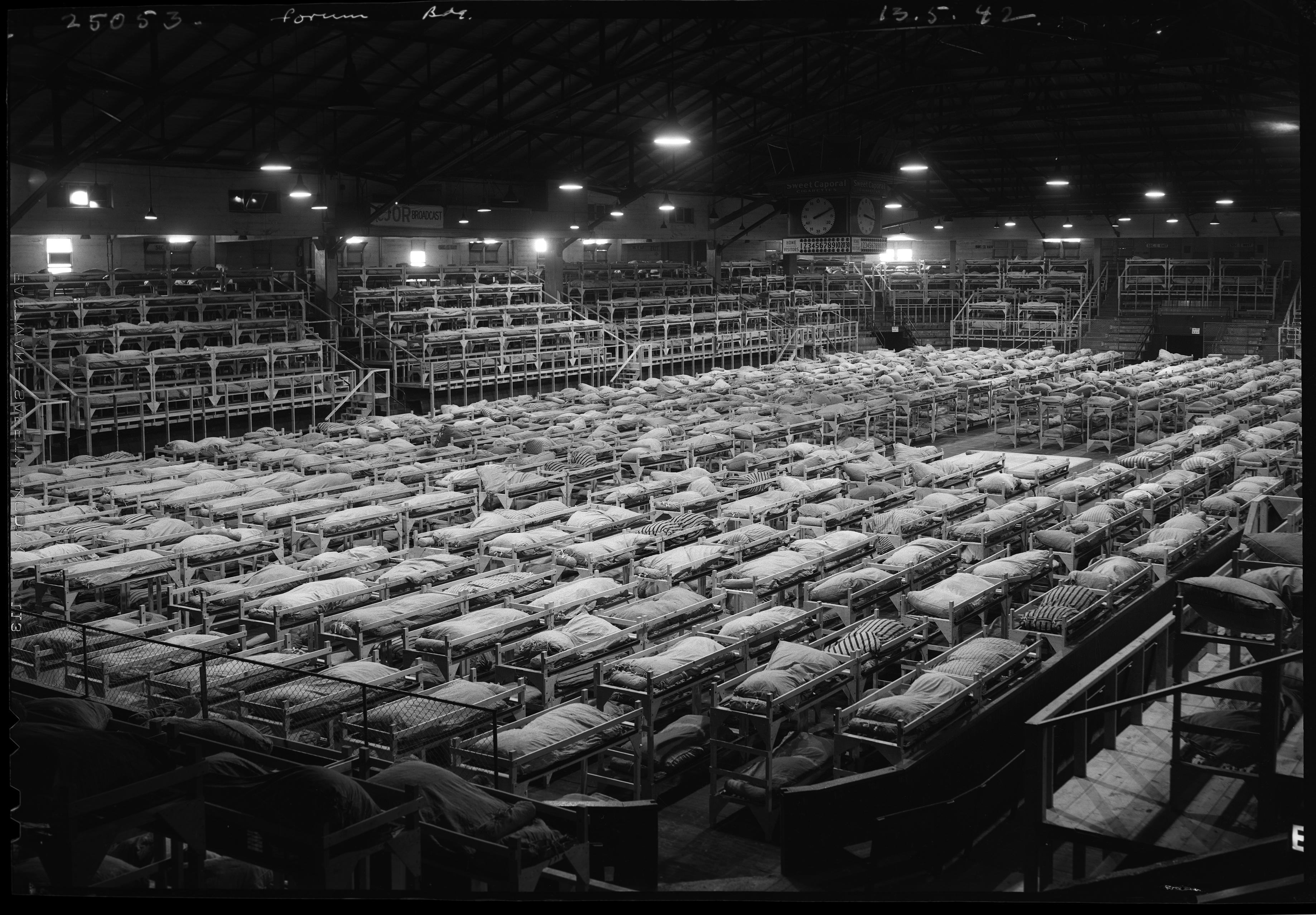
ヘイスティングスパーク収容所。1942年3月13日撮影。

1942年1月、カナダ連邦政府は戦時特別法を発令し、日系カナダ人を敵性外国人とし彼らが持つ様々な権利を剥奪した。同年2月カナダ連邦政府はBC州本土の西海岸から100マイル以内を保護地区に定め、この範囲内から日本人を先祖に持つ者をすべて排除することを決定した。同年3月17日カツヨリが連行され、キミコと5人の子どもたちは同年4月22日に他の日系人とともにバンクーバーのヘイスティングスパークの家畜展示場に収容された。同年5月1日、キミコと5人の子ども達は他の日系人とともにBC州グリーンウッドに連行された。同年7月アルバータ州マグラスのテンサイ農場で働くことを条件にキミコの家族全員が一緒に暮らせることになった。ただそこでは農場主から家畜同然・犯罪者のように扱われ、死の危険を感じたため、長女がBC保安委員会 (the BC Security Commission) に手紙で抗議した。その通報により同年11月家族はBC州スロカン・バレーの強制収容所送りとなり雪の降る中テントで過ごし、1943年1月BC州ローズベリーの強制収容所送りとなった。
この間、日系カナダ人の財産はカナダ政府の管理化に置かれ、1942年6月日系カナダ人の農場を退役軍人定住局長官が自由に売買あるいは賃貸できるようになった。ソルトスプリング島にあったキミコ家族の土地建物は帰還兵へ、のちに退役軍人所有地条例の指導者へ転売された。戦前は仲良くしていた島民がその転売で利益を得ていた。その転売でキミコ家族にはたった500ドルしか得られず、さらにその金は家族の投獄料に消えたため、家族の手元には何も残らなかった。またそれとは別に父クマノスケが借金を抱えていた。
大戦後期、日系カナダ人は2つの選択肢を迫られた。一つは日本への強制帰国、もう一つはロッキー山脈の東への強制移住だった。1944年9月キミコ家族は強制移住を選択、全員でアルバータ州マグラスのテンサイ農場に戻り様々な低賃金労働をしながら、自身の家族と父クマノスケの借金返済のために働き続けた。1945年時点でも移住先へ残ることを選択している。1945年9月2日VJデーを迎えたが状況は一切変わらなかった。
1949年4月、終戦から4年後となってやっと戦時特別法による最後の規制が解除され、日系カナダ人はすべての市民的権利・移動の自由を取り戻した。この数か月後、父クマノスケが死去。

### 戦後
1954年、キミコ家族は故郷のソルトスプリング島へ帰った。島に帰ってきた日系人は他におらず、唯一の家族であった。
ただ反日感情が残り、またキミコ家族の財産を売って利益を得ていた島民にとっては後ろめたさもあって、その帰島は島民の多くに歓迎されなかった。家族は元々所有していた土地を買い戻そうとしたが無理だとわかり、新たに住宅と5エーカーの荒れ地を購入、開拓し始めた。役場や島民から敵意の視線を浴び、いやがらせ・中傷・破壊行為・窃盗など様々な妨害に遭いながら、荒野を忍耐強く切り開いていき、農業を続けた。また島にあった日系人の墓地は、当時荒らされ墓石は盗まれゴミ捨て場同然となっていた。そこをキミコ家族が再生し、墓石の代わりに卒塔婆を立てて弔った。そうしていくと農業で生活が安定してくるとともに、家族に対して尊敬と信頼を寄せる白人・原住民も現れるようになった。
キミコの子どもは女4人男2人の6人。うち4人は大学に行かせることができた。息子のリチャードは島で自動車修理工場を経営するようになったが、設立当初は偏見のため苦労した。娘のメアリーはトロント大学トリニティ・カレッジを卒業後ブリティッシュコロンビア大学 (UBC) で教育学位号を取得し島で教師になろうとしたものの、日系人に対する偏見から拒否され、バンクーバーに移り中学校教師となった。娘のローズはバンクーバー総合病院の学校で看護を学んだものの日系人に対する差別から看護師になれなかったため、島を出てマギル大学とボストン大学で修士号を取得、最終的にはUBCヘルスサイエンス病院で看護部副部長となった。リチャードとローズは連名で島に商業用地の寄付と低所得者向け住宅を建設している。1988年、夫カツヨリが死去。
のちキミコにアドバイスを求めに定期的に会いに来るものも現れた。その中には元BC州知事W・A・C・ベネットやバンクーバーの電波王ジャック・ウェブスターらがいる。
キミコは1997年に93歳で死去。葬儀には250人もの島民が集まった。

## ソルトスプリング・ドル
キミコは、1992年バーバラ・ウッドリー著『Portraits: Canadian Women In Focus』の中でキム・キャンベルやジャンヌ・ソーベらと共に特集された。この本で用いるため、キミコが所有するヒョウタン畑を背景にした写真が撮られ、その原盤はカナダ国立図書館・文書館に保管されている。
2001年、ソルトスプリング島通貨財団(the Salt Spring Island Monetary Foundation)が設立され、島内だけで流通できる地域通貨ソルトスプリング・ドルを発行しだした。額面はカナダドルと同額で、その肖像には島の尊敬すべき開拓者が描かれた。その$$100紙幣肖像にキミコが選ばれ、ヒョウタン畑での写真が採用された。CoinWorld.comによると、これは北アメリカ大陸においてアジア系人物の肖像を印刷した初めての紙幣である。